# التهاب الدماغ بأضداد معقدات قنوات البوتاسيوم ذات الجهد الكهربائي
يحدث التهاب الدماغ بأضداد معقدات قنوات البوتاسيوم ذات الجهد الكهربائي بسبب الأجسام المضادة (الأضداد) التي تهاجم معقد قنوات البوتاسيوم ذات الجهد الكهربائي، وهي متورطة في العديد من حالات المناعة الذاتية؛ بما في ذلك التهاب الدماغ الحوفي والصرع والتقلص العضلي الموجي (أي متلازمة إسحاق).
تقدمت الأبحاث في مجال التهاب الدماغ المناعي الذاتي بشكل ملحوظ مؤخرًا. وميّز الأطباء بين الأمراض المرتبطة بالأورام (الأباعد الورمية) والأمراض غير المرتبطة بالأورام. الأجسام المضادة المختلفة انتقائية لأجزاء مختلفة من الدماغ. تستهدف الأجسام المضادة المستضدات داخل الخلايا في متلازمات الأباعد الورمية الكلاسيكية، بينما تستهدف البروتينات المشبكية (بروتينات المشابك العصبية) في الحالات غير الورمية. يعد التهاب الدماغ المناعي الذاتي بأضداد معقدات قنوات البوتاسيوم ذات الجهد الكهربائي مثالًا على الشكل الأخير.
أُبلغ عن وجود أضداد لقنوات البوتاسيوم لأول مرة في مرض التقلص العضلي الموجي. أدت المزيد من الدراسات إلى اكتشاف وجود الأجسام المضادة لقنوات البوتاسيوم ذات الجهد الكهربائي في متلازمة مورفان والتهاب الدماغ الحوفي أيضًا. كان يُفترض خطًا لسنوات عديدة أن الأجسام المضادة المكتشفة في اختبار قنوات البوتاسيوم ذات الجهد الكهربائي كانت تستهدف القناة نفسها، لكن كان من الصعب تفسير تظاهرات المرض غير المتجانسة بين المرضى. استخدمت المقايسات الأصلية للكشف عن هذه الأجسام المضادة الدينتروكسين الموسوم باليود 125 والذي يحتوي على نسبة قليلة نسبيًا من الديجيتونين 2% على دماغ الثدييات القريبة للإنسان، واستُخرجت بروتينات معقدة مع قنوات البوتاسيوم ذات الجهد الكهربائي. وحُددت البروتينات المتراكمة في هذا الاختبار أيضًا. من المعروف الآن أن معظم الأجسام المضادة لقنوات البوتاسيوم ذات الجهد الكهربائي تتوجه بدلًا من ذلك نحو البروتينات المرتبطة أو المعقدة. في دراسة خاصة لـ 96 مريضًا لديهم أجسام مضادة لقنوات البوتاسيوم، حُدّدت باستخدام مقايسة الترسيب المناعي الإشعاعي، كان 3 (3%) فقط لديهم أجسام مضادة تجاه الوحدة الفرعية Kv1 لقناة البوتاسيوم، و55 (57%) لديهم أجسام مضادة لمثبط الورم الدبقي الغني باللوسين (LGI1)، وكان لدى 19 منهم أجسام مضادة تتفاعل مع البروتين 2 المرتبط بالكونتاكتين (CASPR 2)، وكان لدى 5 أجسام مضادة للكونتاكتين و18 (19%) لديهم أجسام مضادة غير معروفة. 4/5 من المرضى الذين يعانون من التهاب دماغ بالأجسام المضادة للكونتاكتين 2 لديهم أجسام مضادة لمستضدات أخرى أيضًا.

## العلامات والأعراض
تعتمد العلامات والأعراض على المستضد المستهدف، ولكن غالبًا ما تتداخل السمات عند المرضى الذين لديهم أجسام مضادة مختلفة. كانت السمة الأكثر تميزًا الموجودة في سلسلة الحالات هي الضعف الإدراكي والنوبات الصرعية عند المرضى إيجابيي أضداد مثبط الورم الدبقي الغني باللوسين، وفرط الاستثارة الحركية المحيطية عند مرضى أضداد الكونتاكتين 2. يعاني بعض المرضى من أمراض مناعة ذاتية أخرى.
التهاب الدماغ بأضداد مثبط الورم الدبقي الغني باللوسين: يعاني هؤلاء المرضى من التهاب الدماغ الحوفي المترافق مع فقدان الذاكرة و/أو التخليط (100%) والنوبات الصرعية (84-92%). تشمل السمات الأخرى المبلغ عنها نقص صوديوم الدم (60%)، واضطرابات الحركة (الرمع العضلي أو خلل الحركة)، واضطرابات النوم (فرط النوم، الأرق، اضطراب سلوك نوم حركة العين السريعة، انعكاس النوم) والرنح. قد تسبق الاضطرابات حدوث نوبات الصرع، مع حركات الساق أو الذراع أو الوجه المقاومة للعلاج بالأدوية المضادة للصرع، ويجب عندها إجراء اختبار أضداد مثبط الورم الدبقي الغني باللوسين.
التظاهرات العصبية في حال وجود أضداد البروتين 2 المرتبط بالكونتاكتين: يعاني المرضى من أعراض في الجهاز العصبي المركزي و/أو الجهاز العصبي المحيطي. يتمثل العرض الكلاسيكي بما يظهر في متلازمة مورفان، وهو مرض يتميز بتوتر عضلي عصبي (أي فرط استثارة محيطية) والتهاب الدماغ الحوفي. يعاني المرضى الآخرون من توتر عضلي عصبي منعزل أو التهاب الدماغ الحوفي. يعاني المرضى المصابون بالتهاب الدماغ بأضداد ثنائي ببتيديل ببتيداز المشابه للبروتين 6 من أعراض فرط الاستثارة مثل الانفعالات والرعاش وتيبس العضلات وأعراض الجهاز الهضمي.